# Island vid världsmästerskapen i friidrott 2009
Island deltog vid Världsmästerskapen i friidrott 2009 i Berlin.

## Deltagare

### Herrar
| Gren   | Namn                  |
| Slägga | Bergur Ingi Pétursson |

### Damer
| Gren  | Namn               |
| Spjut | Ásdís Hjálmsdóttir |